# Eucyclops leschermoutouae
Eucyclops leschermoutouae is een eenoogkreeftjessoort uit de familie van de Cyclopidae. De wetenschappelijke naam van de soort is voor het eerst geldig gepubliceerd in 2004 door Alekseev & Defaye.